# Granada nos Jogos Olímpicos de Verão de 2000
Granada participou dos Jogos Olímpicos de Verão de 2000 em Sydney, Austrália.